# チャイナ・アン・マクレーン
チャイナ・アン・マクレーン（China Anne McClain、1998年8月25日 - ）は、アメリカ合衆国の女優、歌手。
ディズニー・チャンネルのオリジナル・シリーズ『天才学級アント・ファーム』のチャイナ役として知られる。

## 来歴
ジョージア州アトランタで生まれ育つ。音楽プロデューサーである父・マイケルと、ソングライターである母・ションテルの間に生まれた。
2005年に彼女の歌声を聴いた音楽エグゼクティブからプロデューサーのロブ・ハーディに推薦され、『ゴスペル』でデビュー。『Daddy's Little Girls』では彼女の姉妹・シエラとローリンと共演した。その後は『シークレット・アイドル ハンナ・モンタナ』や『NCIS 〜ネイビー犯罪捜査班』にゲスト出演した。
2011年には『天才学級アント・ファーム』で主演チャイナ・パークスを演じ、同時に主題歌「Exceptional」を担当した。また挿入歌としてタイオ・クルーズの「Dynamite」をカバーした。7月23日には同曲のミュージックビデオをYouTubeで発表した。発表後1か月で再生回数は100万回を記録した。
6月14日には姉妹とともにマクレーン・シスターズとしてハリウッド・レコードと契約した。9月28日にはチャイナ個人で「Calling All The Monsters」をiTunesで発表した。同曲はビルボードで100位に入った。
2013年12月28日に自身のTwitter上で『アント・ファーム』がシーズン3を最後に終了することを発表した。同日、マクレーン・シスターズがハリウッド・レコードを離れたことが分かった。
2017年、ディズニーチャンネルオリジナルムービーの「ディセンダント2」に、アースラの娘ウーマ役として出演した。

## 出演作品

### 映画
| 公開年 | 邦題 原題                                     | 役名                       |
| ------ | --------------------------------------------- | -------------------------- |
| 2005   | ゴスペル The Gospel                           | アレクシス                 |
| 2006   | Madea's Family Reunion                        | タマラ                     |
| 2007   | わんぱくデニス2 A Dennis the Menace Christmas | マーガレット               |
| 2007   | Daddy's Little Girls                          | チャイナ・ジェームス       |
| 2008   | Six Blocks Wide                               | 隣人                       |
| 2009   | Jack and Janet Save the Planet                | ジャネット                 |
| 2010   | Hurricane Season                              | アラナ・コリンズ           |
| 2010   | アダルトボーイズ青春白書 Grown Ups            | シャーロット・マッケンジー |
| 2013   | アダルトボーイズ遊遊白書 Grown Ups 2          | シャーロット・マッケンジー |
| 2014   | カンペキ・ボーイ How to Build a Better Boy    | ギャビー・ハリソン         |
| 2017   | ディセンダント2 Descendants 2                 | ウーマ                     |
| 2020   | ヒュービーのハロウィーン Hubie Halloween      | テイラー先生               |

### テレビ
| 放送年    | 邦題 原題                                                            | 役名                   | 備考                                      |
| --------- | -------------------------------------------------------------------- | ---------------------- | ----------------------------------------- |
| 2006-2011 | Tyler Perry's House of Payne                                         | ジャズミン・ペイン     | 計58話出演                                |
| 2008      | ジミー・キンメル・ライブ! Jimmy Kimmel Live!                         | ナターシャ・オバマ     | 第6シーズン第165話 クレジット無し         |
| 2009      | シークレット・アイドル ハンナ・モンタナ Hannah Montana               | イザベル               | 第3シーズン第8話「Welcome to the Bungle」 |
| 2009      | NCIS 〜ネイビー犯罪捜査班 NCIS: Naval Criminal Investigative Service | ケイラ・ヴァンス       | 第6シーズン第18話「ノックアウト           |
| 2010      | ジョナス in L.A. Jonas L.A.                                          | キアラ・タイシャナ     | 計3話出演                                 |
| 2011      | ウェイバリー通りのウィザードたち Wizards of Waverly Place            | ティナ                 | 計2話出演                                 |
| 2011-2014 | 天才学級アント・ファーム A.N.T. Farm                                 | チャイナ・パークス     | 計62話出演                                |
| 2011      | PrankStars                                                           | 本人                   | 第1シーズン第2話「Game Showed Up」        |
| 2012      | めっちゃ ソー・ランダム So Random!                                   | 本人                   | 第1シーズン第23話「China Anne McClain」   |
| 2013      | ドックはおもちゃドクター Doc McStuffins                              | ティーシャ             | 声の出演                                  |
| 2015-2016 | ディセンダント キケンな世界 Descendants: Wicked World                | フレディ               | 声の出演                                  |
| 2017      | ティーン・スパイ K.C. K.C. Undercover                                | シーナ                 | 計2話出演                                 |
| 2018      | ブラックライトニング Black Lightning                                 | ジェニファー・ピアース |                                           |